# Eurípedes Alcântara
Eurípedes Alcântara é um jornalista brasileiro. Foi diretor editorial da Veja, revista semanal de maior circulação do Brasil entre 1981 e 2016. Foi colunista de opinião do jornal O Globo e do portal de notícias Poder360, e atualmente é diretor de jornalismo do Grupo Estado.